# باول كورك
باول كورك (بالإنجليزية: Paul Crook)‏ هو موسيقي أمريكي، ولد في 12 فبراير 1966 في بلينفيلد في الولايات المتحدة.

## وصلات خارجية
- باول كورك على موقع ميوزك برينز (الإنجليزية)
- باول كورك على موقع أول ميوزيك (الإنجليزية)
- باول كورك على موقع ديسكوغز (الإنجليزية)